# Mount Tamalpais State Park

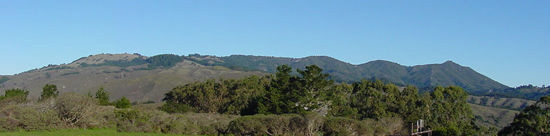
Mount Tamalpais

Het Mount Tamalpais State Park is een staatspark van de Amerikaanse staat Californië gelegen in Marin County. Het park omvat de top van de 784 meter hoge Mount Tamalpais. Dat deel van het park is via een smalle strook langs de East Ridgecrest Boulevard verbonden is met het merendeel, dat de zuidelijke en westelijke flanken van de Marin Hills omvat. Het bestaat hoofdzakelijk uit redwood- en eikenbossen en de totale oppervlakte van het staatspark bedraagt 25 km². Het park werd in 1963 opgericht.
Muir Woods National Monument wordt volledig omgeven door Mount Tamalpais State Park. Het staatspark maakt geen deel uit van het Golden Gate National Recreation Area, maar wordt er wel gedeeltelijk door omringd.
Er zijn ongeveer 100 km wandel- en fietspaden, die deel uitmaken van een groter netwerk van paden dat zich uitstrekt over verschillende aanpalende natuurgebieden. In 2003 bezochten 564.000 mensen het staatspark.